# Flughafen Huay Xay

i8
i11
i13
Der Flughafen Ban Houayxay, auch Ban Huoeisay geschrieben (laotisch ສະໜາມບິນຫ້ວຍຊາຍ, IATA: HOE, ICAO: VLHS) ist ein nationaler Flughafen in Ban Houayxay, der Hauptstadt der Provinz Bokeo im Norden von Laos.
Er besteht aus einer asphaltierten Piste (1.472 × 23 m) sowie einem Terminal für Inlandflüge.

## Zwischenfälle
Am 30. Juni 1971 verunglückte eine Douglas C-47B-20-DK (Luftfahrzeugkennzeichen XW-TDI) der Lao Airlines am Flughafen Huay Xay. Während des Ausrollens bei der Landung platzte der rechte Hauptfahrwerksreifen, wodurch das Flugzeug von der Landebahn abkam. Das Flugzeug wurde irreparabel beschädigt. Alle drei Insassen überlebten den Unfall.